# Thylakogaster lobotourus
Thylakogaster lobotourus är en kräftdjursart som beskrevs av Wilson och Robert Raymond Hessler 1974. Thylakogaster lobotourus ingår i släktet Thylakogaster och familjen Haplomunnidae. Inga underarter finns listade i Catalogue of Life.